# Robin Fraser
Robin Lucius Fraser (Kingston, Jamaica; 17 de diciembre de 1966) es un exfutbolista y entrenador estadounidense. Actualmente dirige al Toronto FC de la Major League Soccer.
Como jugador, jugaba de defensa y pasó seis temporadas en la American Professional Soccer League y diez en la Major League Soccer. Fue internacional absoluto en 27 encuentros por la selección de Estados Unidos entre 1988 y 2001.
Posteriormente, trabajó como entrenador asistente en el Real Salt Lake, el New York Red Bulls y el Toronto FC, y fue el primer entrenador en el extinto Chivas USA por dos temporadas.

## Carrera como jugador
En 1988, Fraser firmó con los Miami Sharks en la American Soccer League. Jugó dos temporadas con los Sharks. En 1990, se mudó a los Colorado Foxes de la American Professional Soccer League, para quienes jugó de 1990 a 1995. Mientras estuvo con los Foxes, Fraser fue nombrado All-Star de la APSL durante cuatro años consecutivos. desde 1992 hasta su última temporada en 1995.
Cuando se creó la Major League Soccer, fue la primera selección del Los Angeles Galaxy (cuarta en general) en el Draft de jugador inaugural de la MLS de 1996. Fraser jugó cinco temporadas con Galaxy y fue incluido en el Best XI de la liga cuatro veces (1996, 1998, 1999, 2000), y fue nombrado Defensor del Año en 1999.
Fraser fue cambiado a Colorado Rapids en un movimiento relacionado con el tope salarial antes de la temporada 2001. Pasó tres años en Colorado, antes de ser traspasado al Columbus Crew por dos selecciones de draft. Fraser fue el ancla de la defensa del Crew en 2004, y una vez más fue considerado uno de los mejores en la MLS en el puesto, ganó su segundo premio Defensor del año y fue incluido en su quinto Mejor XI mientras capitaneaba al Crew en la MLS Supporters' Shield. Durante la temporada 2003 y 2004, Fraser ayudó a guiar a dos de los jóvenes defensores más prometedores de la MLS, Nat Borchers y Chad Marshall. Fraser, que nunca fue un gran anotador, solo anotó una temporada regular y un gol en los playoffs en toda su carrera en la MLS. Se retiró después de la temporada 2005.
Fraser fue honrado como uno de los 25 mejores jugadores en la historia de la MLS el 10 de diciembre de 2020.

## Carrera como entrenador

### Inicios y Chivas USA
Durante finales de los años 90, Robin Fraser y Greg Vanney co-entrenaron un club local de fútbol femenino en Los Ángeles, California, conocido como Santa Anita Soccer Club o SASC. En 2007, Real Salt Lake contrató a Fraser como tercer entrenador asistente. El 4 de enero de 2011, Fraser fue contratado como nuevo entrenador del Chivas USA, convirtiéndose en el sexto entrenador del equipo en siete años.
Fraser fue despedido por Chivas después de una racha de dos años que lo vio registrar un récord de 15-21-32, incluida una racha de 14 partidos sin ganar en su segunda temporada. Durante la temporada baja, fue nombrado entrenador asistente de los New York Red Bulls bajo el nuevo entrenador Mike Petke.
Después de dos temporadas en Nueva York, Fraser se mudó a Toronto FC, donde se desempeñó como entrenador asistente junto con el entrenador Greg Vanney. Los dos habían trabajado previamente juntos con Chivas USA, aunque en roles invertidos, con Fraser como líder y Vanney trabajando debajo de él.

### Colorado Rapids
El 25 de agosto de 2019, Fraser se convirtió en el entrenador de Colorado Rapids, luego del despido del entonces entrenador interno Conor Casey. Los Rapids ganaron sus primeros tres juegos con Fraser y ganaron cinco de sus últimos siete para cerrar 2019 justo antes de los playoffs. Colorado terminó la temporada empatado en la tercera mayor cantidad de goles anotados en la MLS con 58, el total más alto del club desde que anotó 62 en 1998.
El crecimiento ofensivo de los Rapids continuó en 2020. Colorado anotó 32 goles en 18 juegos. Los 1,78 goles por partido de los Rapids ocuparon el sexto lugar en la MLS. Colorado registró un diferencial de goles positivo por primera vez desde 2016. Fraser registró el mejor comienzo de 25 juegos de cualquier entrenador de Rapids en la historia, anotando 47 goles, ganando 13 juegos y obteniendo 43 puntos, que es la mayor cantidad de un entrenador desde la introducción de los sorteos en la MLS en 2000.
El 23 de marzo de 2022, Rapids anunció que Fraser había firmado un nuevo contrato con el equipo, extendiendo su mandato hasta la temporada 2025. Sin embargo, el 5 de septiembre de 2023, el club decidió poner fin a su vínculo como entrenador.

### Toronto FC
El 10 de enero de 2025, fue anunciado como entrenador del Toronto FC hasta la temporada 2027.

## Clubes

### Como jugador
| Club               | País           | Año       |
| ------------------ | -------------- | --------- |
| Miami Sharks       | Estados Unidos | 1988-1989 |
| Colorado Foxes     | Estados Unidos | 1990-1995 |
| Los Angeles Galaxy | Estados Unidos | 1996-2000 |
| Colorado Rapids    | Estados Unidos | 2001-2003 |
| Columbus Crew      | Estados Unidos | 2004-2005 |

### Como entrenador
| Club                           | País           | Año           |
| ------------------------------ | -------------- | ------------- |
| Real Salt Lake (Asistente)     | Estados Unidos | 2007-2010     |
| Chivas USA                     | Estados Unidos | 2011-2012     |
| New York Red Bulls (Asistente) | Estados Unidos | 2013-2014     |
| Toronto FC (Asistente)         | Canadá         | 2015-2019     |
| Colorado Rapids                | Estados Unidos | 2019-2023     |
| Toronto FC                     | Canadá         | 2025-presente |

### Estadísticas como entrenador
| Club            | País           | Año           | P   | PG | PE | PP | Rendimiento |
| --------------- | -------------- | ------------- | --- | -- | -- | -- | ----------- |
| Chivas USA      | Estados Unidos | 2011-2012     | 73  | 18 | 21 | 34 | 34.25%      |
| Colorado Rapids | Estados Unidos | 2019-2023     | 129 | 46 | 34 | 49 | 44.45%      |
| Toronto FC      | Canadá         | 2025-presente | 26  | 5  | 8  | 13 | 29.49%      |
| Total           | Total          | Total         | 228 | 69 | 63 | 96 | 39.47%      |

## Palmarés

### Como jugador

#### Títulos nacionales
| Título                  | Club               | País           | Año  |
| ----------------------- | ------------------ | -------------- | ---- |
| MLS Supporters' Shield  | Los Angeles Galaxy | Estados Unidos | 1998 |
| MLS Supporters' Shield  | Columbus Crew      | Estados Unidos | 2004 |
| Conferencia Este (MLS)  | Columbus Crew      | Estados Unidos | 2004 |
| Conferencia Oeste (MLS) | Los Angeles Galaxy | Estados Unidos | 1996 |
| Conferencia Oeste (MLS) | Los Angeles Galaxy | Estados Unidos | 1998 |
| Conferencia Oeste (MLS) | Los Angeles Galaxy | Estados Unidos | 1999 |

#### Títulos internacionales
| Título                           | Club               | País           | Año  |
| -------------------------------- | ------------------ | -------------- | ---- |
| Liga de Campeones de la Concacaf | Los Angeles Galaxy | Estados Unidos | 2000 |

#### Distinciones individuales
| Distinción                                 | Año  |
| ------------------------------------------ | ---- |
| Defensor del año de la Major League Soccer | 1999 |
| Defensor del año de la Major League Soccer | 2004 |